# 杨成志

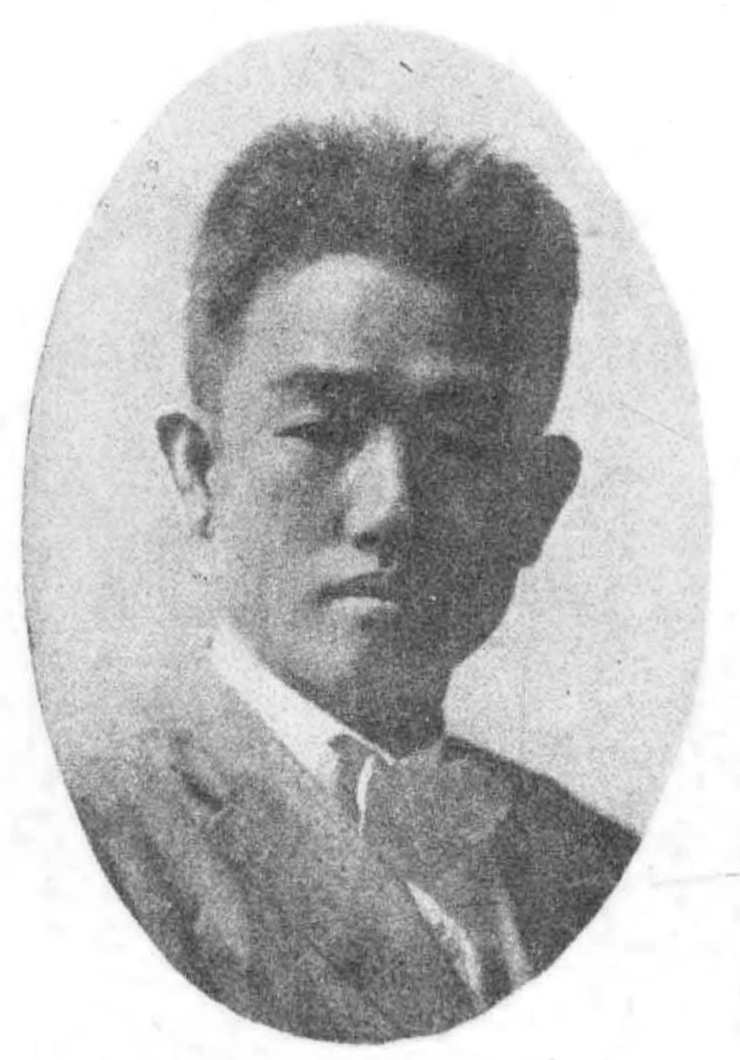
杨成志, 1929

杨成志（1902年5月1日—1991年5月30日），字有竟，男，汉族，广东海丰人，中国民族学家、人类学家、民俗学家，曾任中国民俗学会副理事长。